# Konradsblatt
Das Konradsblatt ist die seit 1917 erscheinende Bistumszeitung des Erzbistums Freiburg.

## Geschichte
1916 ergriff der Badenia Verlag die Initiative und begann Gespräche mit der Erzdiözese über die Gründung eines katholischen Unterhaltungsblattes. Der Verlag befand sich in wirtschaftlichen Schwierigkeiten, die er mit einem vom Erzbistum autorisierten Blatt zu beseitigen hoffte und das Erzbistum wollte mit intensiver publizistischer Seelsorge auf die gesellschaftlichen Veränderungen reagieren.
Am 6. Dezember wurde ein Vertrag zwischen den beiden Partnern abgeschlossen, nachdem seit Oktober auch der Freiburger Erzbischof Thomas Nörber intensiver in die Diskussionen einbezogen war.
Im Dezember 1916 wurde eine Probenummer gedruckt und ab Januar 1917 erschien das Blatt unter dem Titel St. Konradsblatt : Familienblatt der Erzdiözese Freiburg wöchentlich im Badenia Verlag, Karlsruhe.
Eine Unterbrechung gab es im Zweiten Weltkrieg. Seit 1962 trägt das Blatt den Titel: Konradsblatt : Wochenzeitung für das Erzbistum Freiburg.
Der Name der Zeitung erinnert an den Bistumsheiligen Konrad von Konstanz (um 900–975), einen der ersten Bischöfe von Konstanz. Das Erzbistum Freiburg entstand 1821 nach der Säkularisation und umfasst große Teile des früheren Bistums Konstanz.
Der inhaltliche Fokus des Konradsblatts liegt auf dem aktuellen kirchlichen Geschehen im Erzbistum, in Deutschland und in der Weltkirche. Die Zeitung versteht sich selbst als geistlicher Wegbegleiter für die ganze Familie. Im ersten Quartal 1998 lag die verkaufte Auflage bei 83.456 Exemplaren.
Der Redaktionssitz ist Karlsruhe. Chefredakteur ist seit 1. Januar 2020 Klaus Gaßner in Nachfolge von Klaus Nientiedt, der seit 1998 im Amt war.

## Auflage
Das Konradsblatt ist die auflagenstärkste Bistumszeitung Deutschlands. Die Auflage liegt knapp über derjenigen der Münsteraner Bistumszeitung Kirche+Leben. Im zweiten Quartal des Jahres 2024 hatte die Wochenzeitung Konradsblatt eine verkaufte Auflage von 25.479 Exemplaren.